# Cripta del Crucifijo de Ugento
La cripta del Crucifijo es un lugar de culto subterráneo ubicado en el municipio de Ugento, en la provincia de Lecce.

## Historia
La cripta se utilizó a lo largo de los siglos como lugar de culto en el contexto del pequeño pueblo rupestre que la rodea. La zona en la que se desarrolla tiene un considerable interés arqueológico y ha registrado presencia humana desde al menos el siglo IV a. C. Se encuentra en la llamada Via Sallentina, vía de época mesapia y romana que conectaba Otranto con Tarento, atravesando Castra Minervae, Veretum, Uzintum, Baletium, Neretum y Manduris, cuyo recorrido se puede contemplar desde la antigua Tabula Peutingeriana.

## Arquitectura
La cripta, enteramente excavada en la roca de toba, es el resultado de modificaciones y añadidos en la planta y en la arquitectura, como lo demuestran las dos columnas circulares del siglo XVI con capiteles dóricos, la adición de un altar en el muro oriental, rematado por un fresco del siglo XVII que representa la Crucifixión (de ahí el nombre de la cripta), un tragaluz creado posteriormente y la oclusión de la entrada original hacia el oeste. Se accede a él a través de una puerta situada al norte, seguida de una escalera de bóveda de cañón que conduce a la sala subterránea. La entrada está enriquecida por un luneto decorado al fresco con la escena de la Sagrada Familia.

## Plano de la cripta
En el interior, las paredes y el techo están cubiertos de frescos que datan de entre los siglos XIII y XVII, acompañados de inscripciones en griego y latín. El ciclo pictórico más antiguo (siglo XIII) incluye una Anunciación, un Cristo Pantocrátor, una Virgen de la Ternura, una Virgen en el trono y un San Nicolás de principios del siglo XIV. En el techo están pintados escudos cruzados donde se alternan escudos con una cruz negra en su interior, símbolo de los Caballeros Teutónicos, y escudos con una cruz roja en su interior, símbolo de los Caballeros Templarios. De hecho, en la antigua tradición popular de Ugentina, la cripta se llamaba "Dei Crocifissi". También en el techo hay estrellas pintadas al fresco, motivos vegetales y animales reales y fantásticos, como la gran Hidra, figura de la mitología griega.